# Porte de Francfort
La porte de Francfort (Frankfurter Tor) est une place à Berlin située dans l'arrondissement de Friedrichshain-Kreuzberg et le quartier de Friedrichshain. Elle s'étend sur 170 m de long et 120 m de large au croisement de la Frankfurter Allee à l'est, de la Karl-Marx-Allee à l'ouest, de la Warschauer Straße au sud et de la Petersburger Straße au nord, c'est-à-dire la Bundesstraße 1 et 5 d'est en ouest et la Bundesstraße 96a du nord au sud.
La place est connue pour ses deux tours construites en 1953 (au temps de Berlin-est) de chaque côté de la Stalinallee (renommée Karl-Marx-Allee en 1961) par l'architecte Hermann Henselmann. Les coupoles au sommet ont été réalisées sur le même modèle que celle du Gendarmenmarkt. Les tours en elles-mêmes sont comme d'autres bâtiments de l'allée, typiquement staliniennes. C'est quelques années plus tard, le 8 novembre 1957, que la place a reçu son nom, en hommage à la Porte de Francfort d'origine, une entrée sur le mur de douane et d'accise de Berlin du XVIIIe siècle, qui était elle située à hauteur de l'actuelle station de métro Weberwiese. Elle donnait sur la route vers Francfort-sur-l'Oder à l'est de Berlin, d'où son nom. La place entière est sous protection du patrimoine culturel.

## Transport
9 bouches de métro donnent accès à la station de métro sous la place sur la ligne 5 Hauptbahnhof  ↔ Hönow.
Le tramway M10 assure la liaison Warschauer Straße ↔ Hauptbahnhof avec une extension en construction vers Turmstraße.
Le tramway 21 assure la liaison Gare de Berlin-Lichtenberg ↔ Gare de Berlin-Schöneweide